# Lhota u Vsetína
Lhota u Vsetína (in tedesco Lhota b. Lipthal) è un comune della Repubblica Ceca facente parte del distretto di Vsetín, nella regione di Zlín.